# 加爾達訥
加爾達訥（法語：Gardanne，法語發音：[ɡaʁdan]）是位於法國普罗旺斯-阿尔卑斯-蓝色海岸大区罗讷河口省的一个市镇，属于普罗旺斯地区艾克斯区。加爾達訥在地理、行政和歷史上都是普羅旺斯礦山地區的中心都市，是普羅旺斯重要的工業都市。

## 历史
加爾達訥在新石器時代就有人居住，在中世紀時期開始發展。19世紀，加爾達訥建設了工廠，人口也在這個時期增加。

## 地理
加爾達訥（43°27'16"N, 5°28'34"E）面积27.02 平方千米，位于法国普罗旺斯-阿尔卑斯-蓝色海岸大区罗讷河口省，该省份为法国东南部沿海省份，北起沃克吕兹省，西接加尔省，南濒地中海，东临瓦尔省。
与加爾達訥接壤的市镇（或旧市镇、城区）包括：普罗旺斯地区艾克斯、布克贝莱尔、菲沃、梅勒伊、米梅、锡米亚讷科隆格、格雷阿斯克。
加爾達訥的时区为UTC+01:00、UTC+02:00（夏令时）。

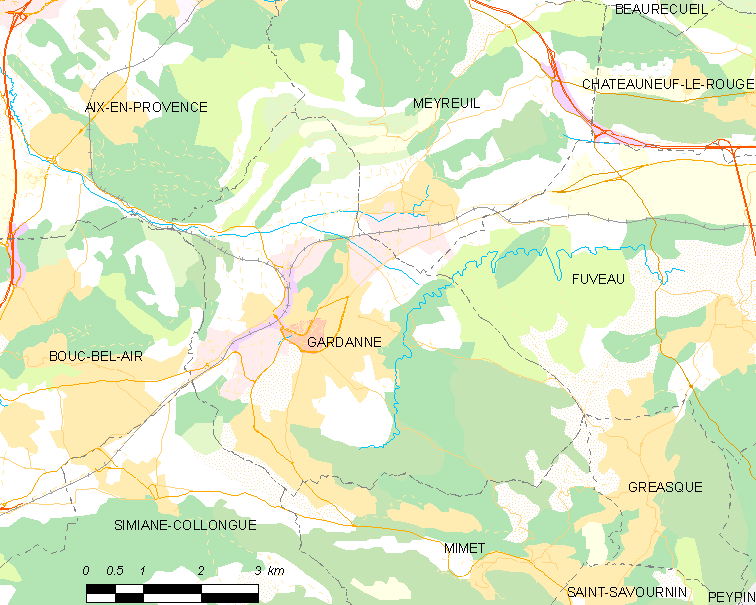
加爾達訥的OSM定位图

## 行政
加爾達訥的邮政编码为13120，INSEE市镇编码为13041。

## 政治
加爾達訥所属的省级选区为加尔达讷县。

## 人口

1962-2008年间加爾達訥人口变化图示

加爾達訥于2022年1月1日时的人口数量为21534人。